# ایوونه دولد-سمپلونیوس

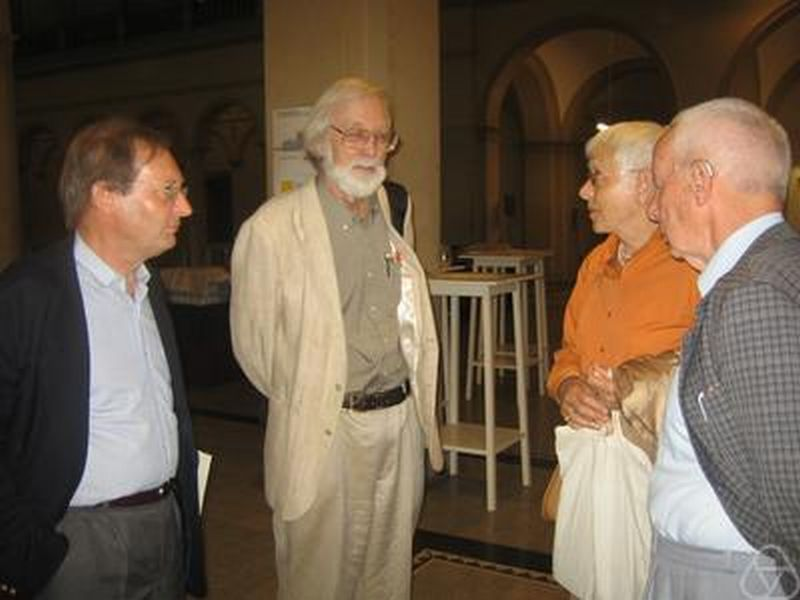
ایوونه دولد-سمپلونیوس (نفر دوم از راست، نارنجی) - ۲۰۰۷

ایوونه دولد-سمپلونیوس (به هلندی: Yvonne Dold-Samplonius) (زاده۲۱ می ۱۹۳۷ در هارلم-درگذشته ۱۶ ژوئن ۲۰۱۴ در هایدلبرگ) تاریخنگار و پژوهشگر تاریخ ریاضی اهل هلند است. دولد-سمپلونیوس، بیشتر به دلیل پژوهشهایش دربارهٔ ریاضیات قرون وسطی در خاورمیانه و به ویژه ریاضیدانان ایرانی و نیز غیاث الدین جمشید کاشانی نامبردار است.

## زندگینامه
دولد-سمپلونیوس در سال ۱۹۶۶ فوق لیسانس ریاضی خود را از دانشگاه آمستردام دریافت کرد و سپس در سال‌های ۱۹۶۶/۱۹۶۷ در دانشگاه هاروارد زیر نظر جان مورداک تحصیل کرد و سرانجام در سال ۱۹۷۷ از دوره دکترا دانش‌آموخته شد. از سال ۱۹۹۵ عضو مرکز میان رشته‌ای محاسبات علمی (IWR) دانشگاه هایدلبرگ بوده‌است. در سال ۱۹۸۵ به عنوان پروفسور مهمان در دانشگاه سینا حضور داشت. در سال ۲۰۰۰ به همراه ژوزف داوبن، کنفرانسی با نام «۲۰۰۰ سال انتقال ایده‌های ریاضی» برگزار کرد.
دولد-سمپلونیوس پژوهشهایی دربارهٔ روش‌های ریاضی معماران قرون وسطی در خاورمیانه، برای نمونه دربارهٔ محاسبات حجم و سطح رویه ساختمان‌های مذهبی یا در ساخت مقرنس‌ها انجام داده است.
در سال‌های ۱۹۶۰، او به پژوهش دربارهٔ دستاوردهای هندسه دان ایرانی ابوسهل کوهی مشغول بود. او در دائرةالمعارف قرون وسطی و دیکشنری زندگی‌نامه‌های علمی، درآمدهایی دربارهٔ ریاضیدانان خاورمیانه در قرون وسطی نوشته است.
دولد-سمپلونیوس، از سال ۱۹۶۵ همسر ریاضیدان آلمانی آلبرشت دولد بوده‌است. او از سال ۲۰۰۲ عضو آکادمی جهانی تاریخ علم می‌باشد.
دولد-سمپلونیوس، به پاس تهیه دو فیلم ویدئویی بر اساس مفتاح الحساب غیاث الدین جمشید کاشانی در آبان ۱۳۷۹ عنوان شهروند افتخاری کاشان را کسب کرد. نام این دو فیلم "قبه‌ای برای کاشانی" و "جادوی مقرنس" بود که ترجمه فارسی آن‌ها را خانه ریاضیات اصفهان تهیه و توزیع کرده‌است. دولد-سمپلونیوس همچنین در مقاله‌ای با نام "چگونه کاشانی مقرنسها را اندازه می‌گیرد؟" به روش کاشانی در محاسبه حجم‌ها و سطوح مقرنسها نیز می‌پردازد.